# Hibiscus arnottianus
Hibiscus arnottianus es una especie de planta de la familia de las malváceas. Es originaria de Hawái.

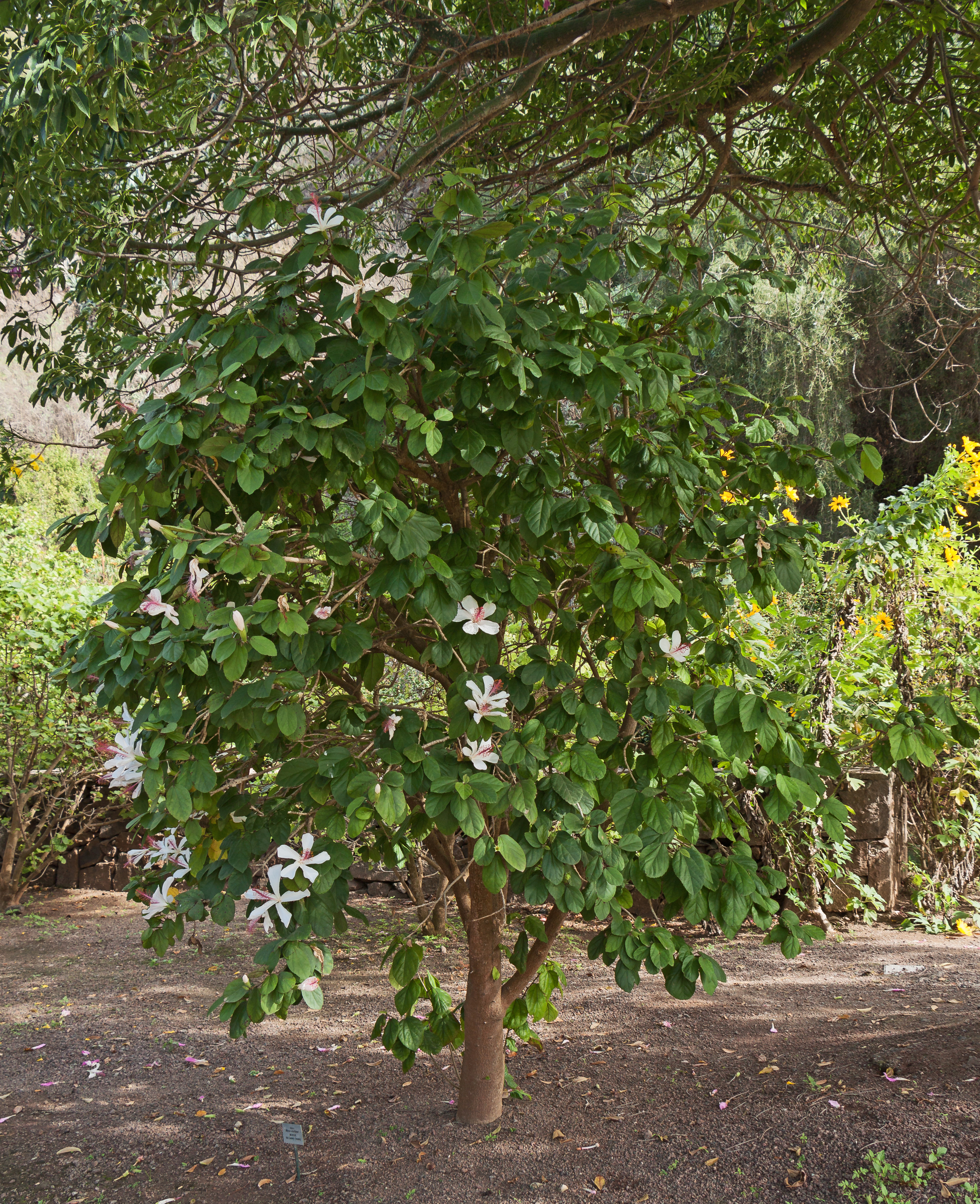
Hibiscus arnottianus var. arnottianus, Habitus

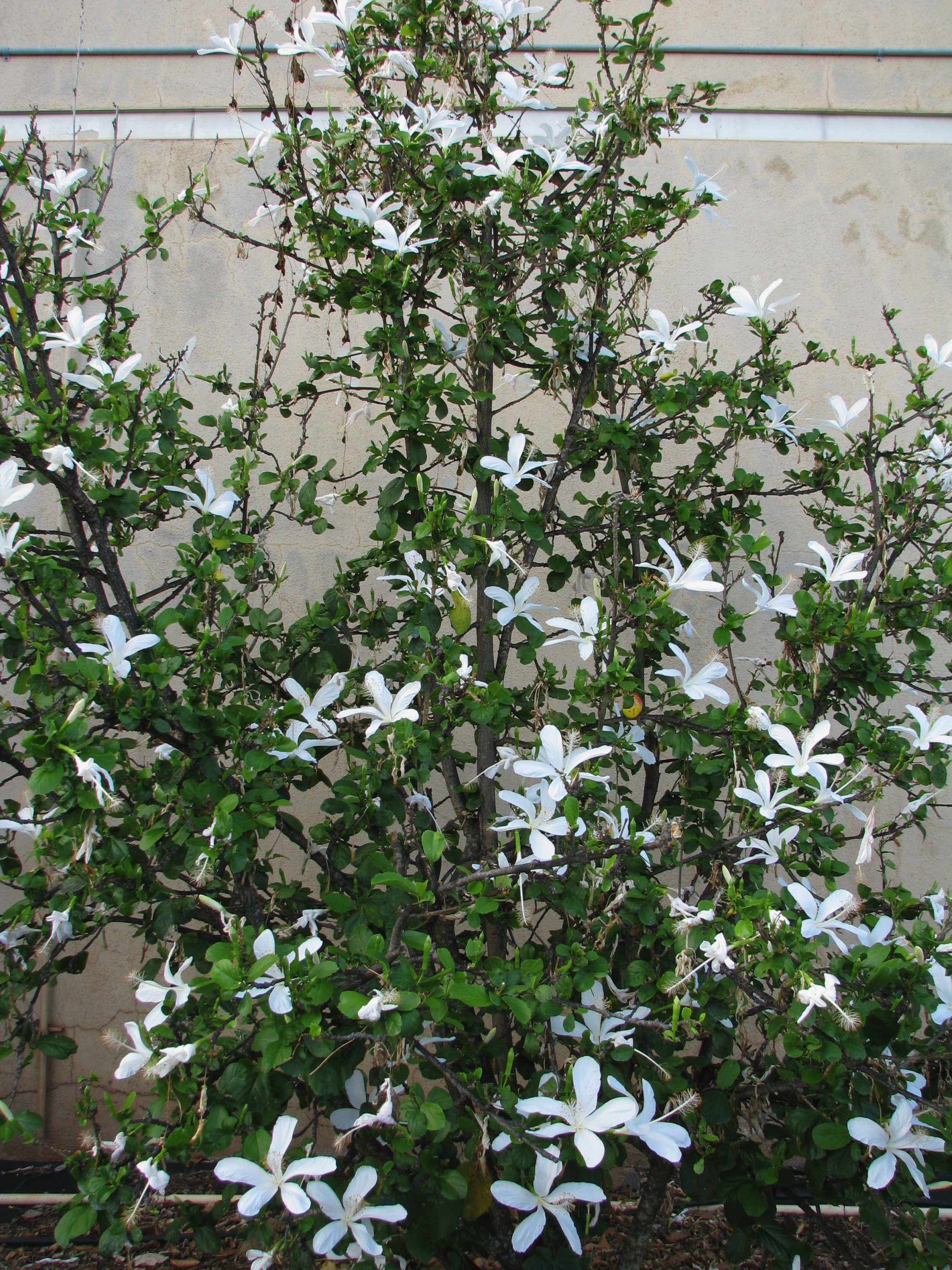
Vista de la planta

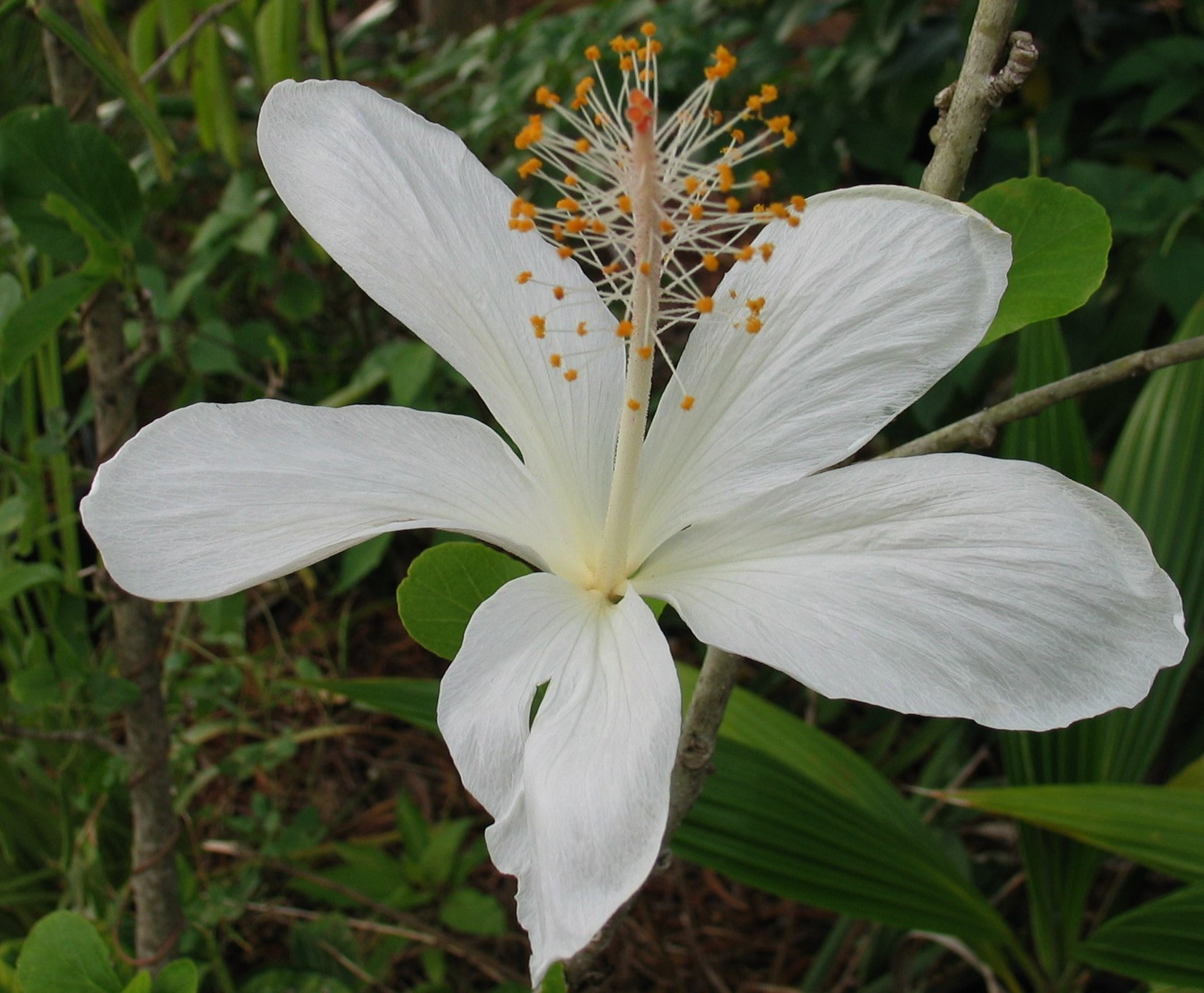
Detalle de la flor

## Descripción
Hibiscus arnottianus crece como árbol de hoja perenne, arbusto con múltiples tallos o como pequeño árbol que alcanza alturas estatura generalmente de 4,5-6 metros, pero rara vez de hasta los 10 metros. Estos grandes ejemplares entonces alcanzan un diámetro de copa de unos 6 metros. Característico son las venas de las hojas rojas a menudo observados y los tallos. Las hojas coriáceas, de color verde oscuro, con láminas foliares simples de forma ovalada con una longitud de 10 a 15 centímetros. La superficie superior de la hoja es más suave que la inferior. El margen de la hoja es liso o dentada suavemente.
Las flores son individualmente y terminales en las ramas. Las flores ligeramente fragantes tienen la forma de un molino de viento con un diámetro de hasta 10 centímetros. Los pétalos son generalmente de color blanco, a veces con un poco de color rosa o de color rosa pálido con la edad.

## Variedades
Es una especie de hibiscus con flores blancas. Tiene tres subespecies: 
- Hibiscus arnottianus arnottianus, se encuentra en Waiʻanae Range al oeste de Oahu;
- Hibiscus arnottianus immaculatus, que es muy raro ( en peligro de extinción ) en Molokai, y
- Hibiscus arnottianus punaluuensis en Koʻolau Range on Oʻahu.

Tal vez solo una docena de plantas de H. a. immaculatus existen en la naturaleza en los bosques húmedos.  Esta especie está estrechamente relacionada con Hibiscus waimeae, y las dos están entre los pocos miembros del género con flores fragantes . A veces se cultiva como planta ornamental o cruzada con H. rosa -sinensis . En el lengua hawaiano el hibisco blanco es conocido como la Pua Aloalo.

## Taxonomía
Hibiscus arnottianus fue descrita por Asa Gray y publicado en U.S. Expl. Exped., Phan. 15: 176. 1854
Etimología
Ver: Hibiscus
arnottianus: epíteto otorgado en honor del botánico George Arnott Walker Arnott.